# فوكهيد شودييف
فوكهيد شودييف (9 نوفمبر 1986 أوزبكستان - ) هو لاعب كرة قدم أوزبكستاني.

## روابط خارجية
- فوكهيد شودييف على موقع قاعدة بيانات كرة القدم.إي يو (الإنجليزية)
- فوكهيد شودييف على موقع ناشيونال فوتبول تيمز (الإنجليزية)
- فوكهيد شودييف على موقع Soccerway.com (الإنجليزية)